# County Kilkenny
County Kilkenny (irsk: Contae Chill Chainnigh) er et county i Republikken Irland, hvor det ligger i provinsen Leinster.
County Kilkenny omfatter et areal på 2.061 km² med en samlet befolkning på 87.394 (2006).
Det administrative county-center ligger i byen Kilkenny.
- Wikimedia Commons har flere filer relateret til County Kilkenny

52°35′00″N 7°15′00″V / 52.583333333333°N 7.25°V